# Вукашин Крстић
Вукашин Крстић (Нови Сад, 13. април 2003) српски је фудбалер који тренутно наступа за ТСЦ из Бачке Тополе.

## Каријера
Крстић је био члан млађих категорија новосадске Војводине. Одатле је прешао у Црвену звезду с којом је потписао уговор и ту је прикључен старијој генерацији код тренера Славољуба Ђорђевића. Током такмичарске 2019/20. наступао је и за омладински састав Графичара. Још годину дана провео је у омладинском саставу Црвене звезде с којом је освојио титулу у Омладинској лиги Србије. Седео је на клупи првог тима на сусрету 21. кола Суперлиге Србије за сезону 2020/21, против Радничког у Нишу.
По њеном окончању напустио је Црвену звезду и потписао за ТСЦ из Бачке Тополе. У Суперлиги Србије дебитовао је под вођством Младена Крстајића, на сусрету 4. кола такмичарске 2021/22, када је ТСЦ победио Раднички на Чаиру. Током истог месеца одиграо је још три утакмице за први тим, а затим је до краја наредне календарске године углавном наступао у омладинској екипи. Крајем августа 2023. продужио је уговор с клубом.

## Репрезентација
У јуну 2018, пионирска репрезентација Србије одиграла је двомеч с вршњацима из Мађарске. Крстић је наступио на обе утакмице. Током августа исте године, позван је у селекцију у узрасту до 16 година старости која наступила је на турниру „Звездaни пут“ у Москви. За кадетску репрезентацију дебитовао је на сусрету с вршњацима из Летоније, у квалификацијама за Европско Првенство. Накнадно, неколико дана по објављивању првог списка, добио је позив у селекцију до 20 година, за пријатељски сусрет с Италијом у септембру 2021. На тој утакмици је у игру ушао у 82. минуту, уместо Филипа Бачкуље.

## Статистика

### Клупска
Ажурирано 23. децембра 2023.
|                  |          |                  |    |   |   |   |   |   |   |   |    |   |  |  |
| Црвена звезда    | 2020/21. | Суперлига Србије | 0  | 0 | — | — | — | — | — | — | 0  | 0 |  |  |
|                  |          |                  |    |   |   |   |   |   |   |   |    |   |  |  |
| ТСЦ Бачка Топола | 2021/22. | Суперлига Србије | 4  | 0 | 0 | 0 | — | — | — | — | 4  | 0 |  |  |
| ТСЦ Бачка Топола | 2022/23. | Суперлига Србије | 6  | 0 | 3 | 0 | — | — | — | — | 9  | 0 |  |  |
| ТСЦ Бачка Топола | 2023/24. | Суперлига Србије | 9  | 0 | 1 | 0 | 2 | 0 | — | — | 12 | 0 |  |  |
| ТСЦ Бачка Топола | Укупно   | Укупно           | 19 | 0 | 4 | 0 | 2 | 0 | — | — | 25 | 0 |  |  |
|                  |          |                  |    |   |   |   |   |   |   |   |    |   |  |  |
| Каријера         | Каријера | Каријера         | 19 | 0 | 4 | 0 | 2 | 0 | — | — | 25 | 0 |  |  |
|                  |          |                  |    |   |   |   |   |   |   |   |    |   |  |  |

### Утакмице у дресу репрезентације
| Репрезентација Србије у узрасту до 15 година старости | Репрезентација Србије у узрасту до 15 година старости | Репрезентација Србије у узрасту до 15 година старости | Репрезентација Србије у узрасту до 15 година старости | Репрезентација Србије у узрасту до 15 година старости | Репрезентација Србије у узрасту до 15 година старости | Репрезентација Србије у узрасту до 15 година старости | Репрезентација Србије у узрасту до 15 година старости | Репрезентација Србије у узрасту до 15 година старости | Репрезентација Србије у узрасту до 15 година старости |
| #                                                     | Датум                                                 | Такмичење                                             | Локација                                              | Домаћин                                               | Резултат                                              | Гост                                                  | Гол                                                   | Реф.                                                  |                                                       |
| ----------------------------------------------------- | ----------------------------------------------------- | ----------------------------------------------------- | ----------------------------------------------------- | ----------------------------------------------------- | ----------------------------------------------------- | ----------------------------------------------------- | ----------------------------------------------------- | ----------------------------------------------------- | ----------------------------------------------------- |
| 1.                                                    | 6. јун 2018.                                          | Пријатељска утакмица                                  | Стадион у Морахалому, Мађарска                        | Мађарска                                              | 2 : 3                                                 | Србија                                                |                                                       | [ 17 ]                                                |                                                       |
| 2.                                                    | 7. јун 2018.                                          | Пријатељска утакмица                                  | Стадион крај Сомборске капије, Суботица               | Србија                                                | 1 : 0                                                 | Мађарска                                              |                                                       | [ 18 ]                                                |                                                       |
| 2                                                     | Укупан број утакмица и постигнутих погодака           | Укупан број утакмица и постигнутих погодака           | Укупан број утакмица и постигнутих погодака           | Укупан број утакмица и постигнутих погодака           | Укупан број утакмица и постигнутих погодака           | Укупан број утакмица и постигнутих погодака           | Укупан број утакмица и постигнутих погодака           | 0                                                     |                                                       |

| Репрезентација Србије у узрасту до 16 година старости | Репрезентација Србије у узрасту до 16 година старости | Репрезентација Србије у узрасту до 16 година старости | Репрезентација Србије у узрасту до 16 година старости | Репрезентација Србије у узрасту до 16 година старости | Репрезентација Србије у узрасту до 16 година старости | Репрезентација Србије у узрасту до 16 година старости | Репрезентација Србије у узрасту до 16 година старости | Репрезентација Србије у узрасту до 16 година старости | Репрезентација Србије у узрасту до 16 година старости |
| #                                                     | Датум                                                 | Такмичење                                             | Локација                                              | Домаћин                                               | Резултат                                              | Гост                                                  | Гол                                                   | Реф.                                                  |                                                       |
| ----------------------------------------------------- | ----------------------------------------------------- | ----------------------------------------------------- | ----------------------------------------------------- | ----------------------------------------------------- | ----------------------------------------------------- | ----------------------------------------------------- | ----------------------------------------------------- | ----------------------------------------------------- | ----------------------------------------------------- |
| 1.                                                    | 22. август 2018.                                      | Турнир Звездани пут                                   | Арена Чертаново, Русија                               | Србија                                                | 6 : 2                                                 | Израел                                                |                                                       | [ 30 ]                                                |                                                       |
| 2.                                                    | 24. август 2018.                                      | Турнир Звездани пут                                   | Арена Чертаново, Русија                               | Бугарска                                              | 1 : 1                                                 | Србија                                                |                                                       | [ 31 ]                                                |                                                       |
| 3.                                                    | 28. август 2018.                                      | Турнир Звездани пут                                   | Арена Чертаново, Русија                               | Србија                                                | 1 : 0                                                 | Русија                                                |                                                       | [ 32 ]                                                |                                                       |
| 4.                                                    | 6. новембар 2018.                                     | Пријатељска утакмица                                  | Кућа фудбала, Стара Пазова                            | Србија                                                | 3 : 2                                                 | Грузија                                               |                                                       | [ 33 ]                                                |                                                       |
| 5.                                                    | 20. април 2019.                                       | Развојни турнир УЕФА                                  | Кућа фудбала, Стара Пазова                            | Еквадор                                               | 1 : 5                                                 | Србија                                                |                                                       | [ 34 ]                                                |                                                       |
| 5                                                     | Укупан број утакмица и постигнутих погодака           | Укупан број утакмица и постигнутих погодака           | Укупан број утакмица и постигнутих погодака           | Укупан број утакмица и постигнутих погодака           | Укупан број утакмица и постигнутих погодака           | Укупан број утакмица и постигнутих погодака           | Укупан број утакмица и постигнутих погодака           | 0                                                     |                                                       |

| Репрезентација Србије у узрасту до 17 година старости | Репрезентација Србије у узрасту до 17 година старости | Репрезентација Србије у узрасту до 17 година старости | Репрезентација Србије у узрасту до 17 година старости | Репрезентација Србије у узрасту до 17 година старости | Репрезентација Србије у узрасту до 17 година старости | Репрезентација Србије у узрасту до 17 година старости | Репрезентација Србије у узрасту до 17 година старости | Репрезентација Србије у узрасту до 17 година старости | Репрезентација Србије у узрасту до 17 година старости |
| #                                                     | Датум                                                 | Такмичење                                             | Локација                                              | Домаћин                                               | Резултат                                              | Гост                                                  | Гол                                                   | Реф.                                                  |                                                       |
| ----------------------------------------------------- | ----------------------------------------------------- | ----------------------------------------------------- | ----------------------------------------------------- | ----------------------------------------------------- | ----------------------------------------------------- | ----------------------------------------------------- | ----------------------------------------------------- | ----------------------------------------------------- | ----------------------------------------------------- |
| 1.                                                    | 24. октобар 2019.                                     | Квалификације за Европско првенство                   | Стадион Динама, Минск                                 | Србија                                                | 1 : 2                                                 | Летонија                                              |                                                       | [ 20 ]                                                |                                                       |
| 1                                                     | Укупан број утакмица и постигнутих погодака           | Укупан број утакмица и постигнутих погодака           | Укупан број утакмица и постигнутих погодака           | Укупан број утакмица и постигнутих погодака           | Укупан број утакмица и постигнутих погодака           | Укупан број утакмица и постигнутих погодака           | Укупан број утакмица и постигнутих погодака           | 0                                                     |                                                       |

| Репрезентација Србије у узрасту до 20 година старости | Репрезентација Србије у узрасту до 20 година старости | Репрезентација Србије у узрасту до 20 година старости | Репрезентација Србије у узрасту до 20 година старости | Репрезентација Србије у узрасту до 20 година старости | Репрезентација Србије у узрасту до 20 година старости | Репрезентација Србије у узрасту до 20 година старости | Репрезентација Србије у узрасту до 20 година старости | Репрезентација Србије у узрасту до 20 година старости | Репрезентација Србије у узрасту до 20 година старости |
| #                                                     | Датум                                                 | Такмичење                                             | Локација                                              | Домаћин                                               | Резултат                                              | Гост                                                  | Гол                                                   | Реф.                                                  |                                                       |
| ----------------------------------------------------- | ----------------------------------------------------- | ----------------------------------------------------- | ----------------------------------------------------- | ----------------------------------------------------- | ----------------------------------------------------- | ----------------------------------------------------- | ----------------------------------------------------- | ----------------------------------------------------- | ----------------------------------------------------- |
| 1.                                                    | 6. септембар 2021.                                    | Пријатељска утакмица                                  | Стадион Теофило Патини, Кастел ди Сангро              | Италија                                               | 0 : 1                                                 | Србија                                                |                                                       | [ 23 ]                                                |                                                       |
| 1                                                     | Укупан број утакмица и постигнутих погодака           | Укупан број утакмица и постигнутих погодака           | Укупан број утакмица и постигнутих погодака           | Укупан број утакмица и постигнутих погодака           | Укупан број утакмица и постигнутих погодака           | Укупан број утакмица и постигнутих погодака           | 0                                                     |                                                       |                                                       |